# ديك غوست
ديك غوست (بالإنجليزية: Dick Gossett)‏ هو لاعب كرة قاعدة أمريكي، ولد في 21 أغسطس 1890 في دنيسون في الولايات المتحدة، وتوفي في 6 أكتوبر 1962 في ماسيلون في الولايات المتحدة.